# 朱色1号
| 朱色1号を帯色として継承する中央線E233系 |  | 同じく朱色1号を継承する大阪環状線323系 |
| 朱色1号を帯色として継承する中央線E233系 |  | 同じく朱色1号を継承する大阪環状線323系 |

| 朱色1号を地色とした中央線用201系 |  | 同じく朱色1号を地色とした大阪環状線用103系 |
| 朱色1号を地色とした中央線用201系 |  | 同じく朱色1号を地色とした大阪環状線用103系 |

朱色1号（しゅいろ1ごう）は、日本国有鉄道（国鉄）が定めた色名称の1つ。

## 概要
一般的には「オレンジバーミリオン」とも呼ばれるほか、旅客案内上で「あか色の電車」とされる場合がある。
1957年に登場した101系電車で初めて採用され、後に中央快速線の「ラインカラー」として乗客向けの案内に使用された。登場当初は「1YR 5.5/9.5」という設定であったが、褪色などの対策のため、少しずつ設定を変更し、1963年ごろに「0.5YR 5.3/8.8」という設定とされ、以後この設定が標準となった。森山良子の楽曲『中央線あたり』（30thアルバム『日付けのないカレンダー』に収録）で「赤い快速」と歌われる「赤」も、中央快速線に採用された本色のことである。
本色は「ラインカラー」という、車体色を利用者への案内に使用するという考え方を初めて取り入れたものといわれるが、実際はこの後山手線に登場した101系電車の「黄5号」と共に新性能電車をアピールする事、踏切などでの事故を防止するため赤系や黄系などの警戒色を使用することを目的として採用したもので、「ラインカラー」の概念が登場したのは103系電車を山手線に投入する際に採用した「黄緑6号」が登場して以降のことである。
関西では大阪環状線・桜島線・片町線の車体色としても採用されたほか、地方線区では広島・下関地区向けに導入された105系がこの色をまとって登場している。また、「ラインカラー」という考え方は、その後他線区・国鉄以外の都市部の路線にも波及した。
なお、本色は基本的に車体の地色として使用されており、国鉄時代には帯色などでの採用例はほとんどない。

## 使用車両
- 72系電車などの旧形電車（阪和線・片町線）
- 101系電車（中央線快速、青梅・五日市線、武蔵野線、大阪環状線、桜島線、片町線など）
- 103系電車（同上）
- 201系電車（同上）
- 105系電車（可部線・宇部線・小野田線向け車両）
- 205系電車（武蔵野線、南武線の帯色）
- 209系電車（八王子支社訓練センター訓練車、武蔵野線向け500番台、中央線快速向け1000番台）
- E231系電車（同上）
- E233系電車（中央線快速、青梅・五日市線向け0番台、南武線向け8000番台）
- 323系電車（大阪環状線、桜島線）
- 651系電車（『草津』『あかぎ』向け1000番台の側面窓下帯）

## 近似色
- 黄かん色
- 朱色3号
- 朱色5号
- 大阪市営地下鉄の普通鋼製車両（50系など）の旧標準色（1960年代から1970年代にかけて採用。車体の下半分の朱色部分（大阪市交通局ではタキシーイエローと呼んでいた）はこの色に近い）